# Jules Pendariès
Jean Jules Pendariès né le 29 mars 1862 à Carmaux et mort le 5 août 1933 à Paris est un sculpteur français.
Il est connu pour ses œuvres mettant en scène la classe ouvrière et les paysans.

## Biographie
Jules Pendariès est né à Carmaux le 29 mars 1862. Son œuvre est très probablement marqué par ce site industriel, connu pour avoir été le lieu d'importantes grèves en 1892. Il grandit à Cordes et entre à l'École des beaux-arts de Toulouse avec l'aide de la commune. Puis il s'installe à Paris. Il expose environ à partir de 1885 au Salon, où il est récompensé en 1891.
Il envoie Le Répit, dit aussi Le Répit du Travailleur, au Salon de 1907. Le marbre, taillé en 1925, est érigé sur l'esplanade Roger-Linet à Paris. Une autre version, dite Le Répit de l'Agriculteur, est situé au pied du gratte-ciel de Villeurbanne (Rhône). 
En 1918, la mairie de Podensac (Gironde) lui commande des groupes en bronze pour compléter le Monument aux morts de 1870 de la ville,.
Pendant huit années, le ministère des Beaux-Arts lui confie la restauration d'une quarantaine de statues mythologiques du parc de Saint-Cloud pour l'Exposition internationale des Arts décoratifs et industriels modernes de 1925.
La mairie du 18e arrondissement de Paris abrite son groupe en marbre du Paysan, représentant un paysan et sa fille. Une variante en marbre de ce groupe intitulée Aux champs est conservée au musée des Beaux-Arts de Gaillac.
Charles Portal décrit ainsi son œuvre : « La sculpture de Jules Pendariès, inspirée souvent par un sentiment de tristesse bien rendu, est des plus honorables.[réf. nécessaire] »
Le Centre culturel de Carmaux, sa ville natale, lui a dédié une salle d'exposition où est conservé son Mineur.

## Œuvres

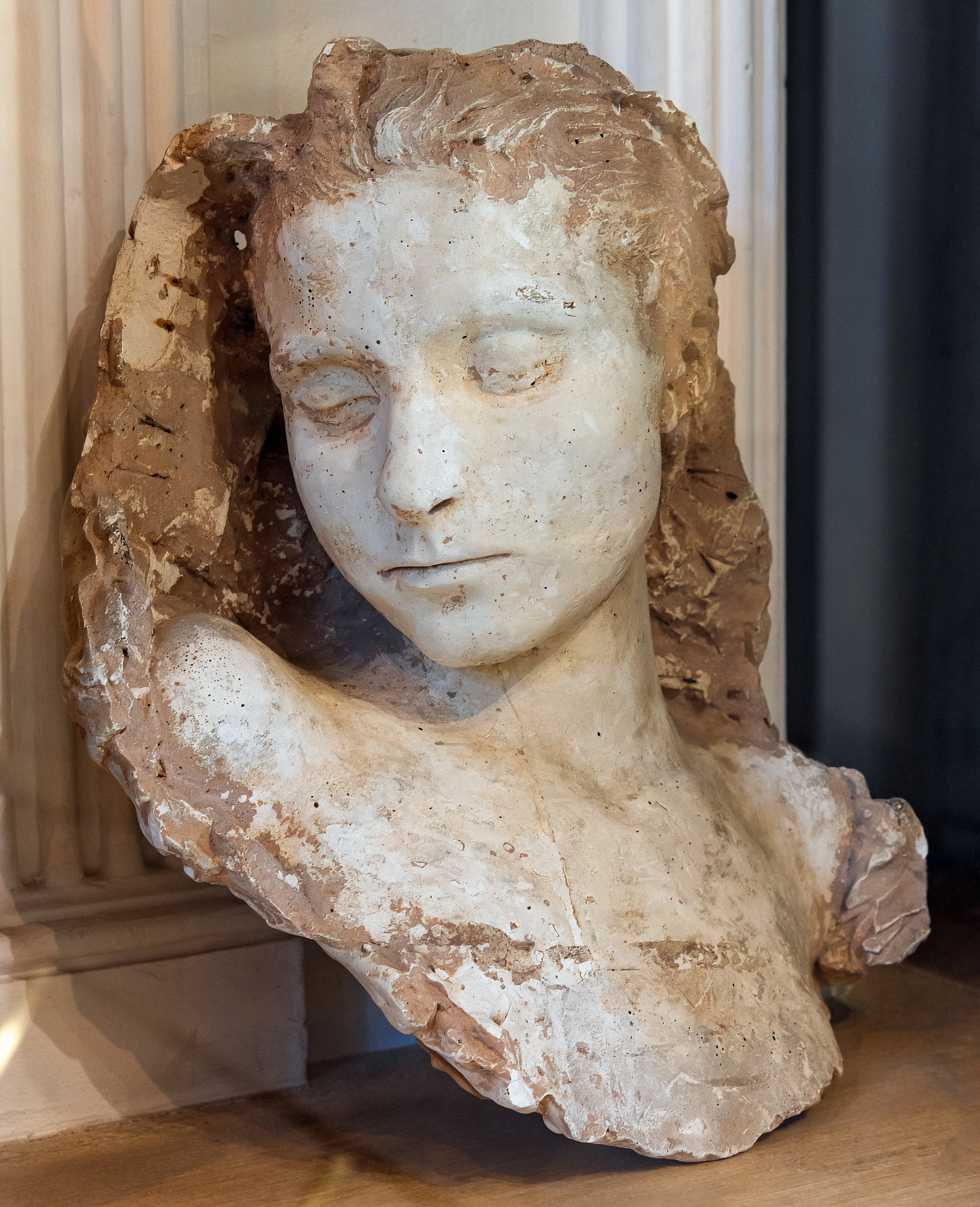
Anaïs endormie (Le Sommeil), musée des Beaux-Arts de Gaillac.
Buste de femme, musée des Beaux-Arts de Gaillac.
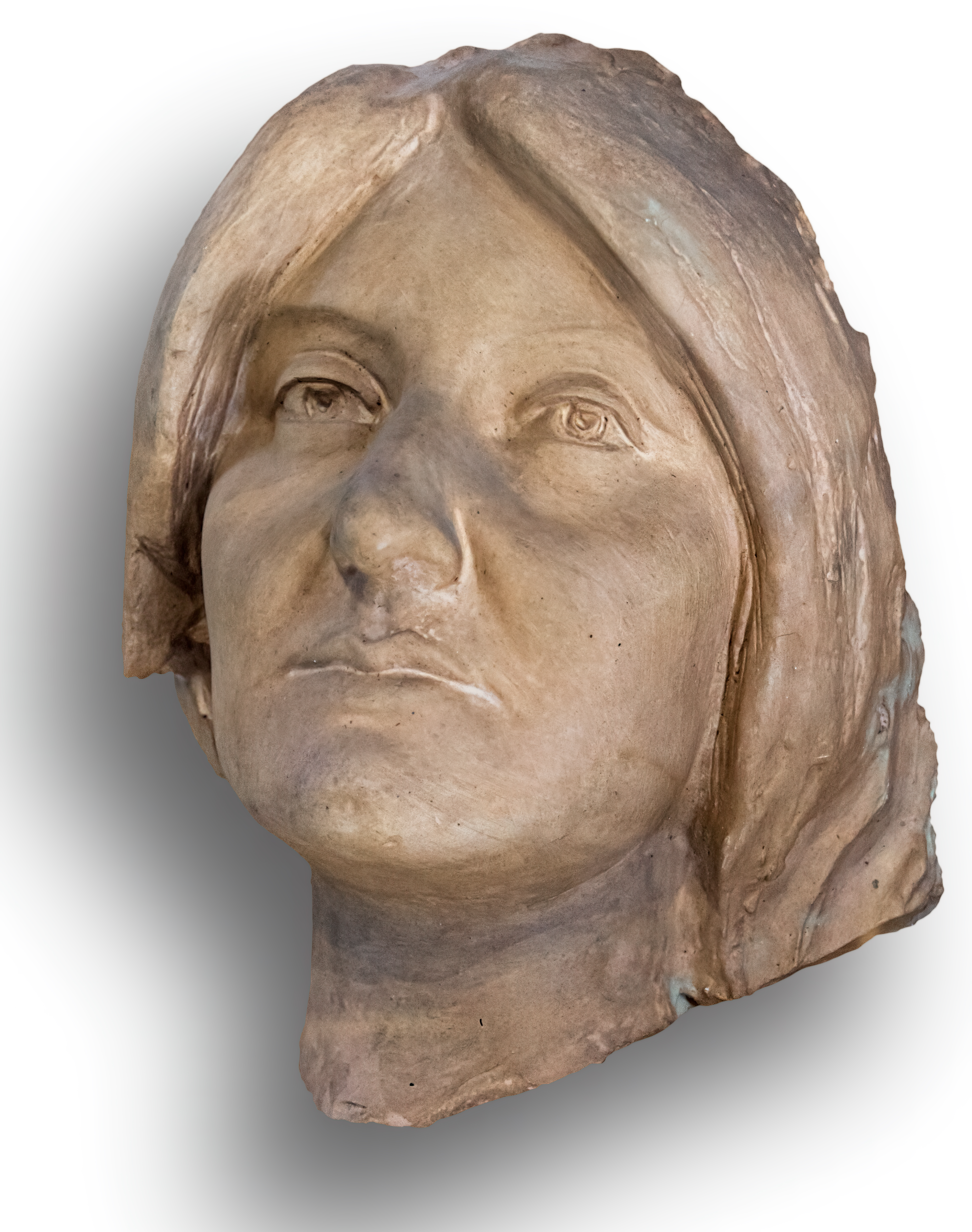
Le Masque d'Anaïs, musée des Beaux-Arts de Gaillac.

## Distinctions
Jules Pendariès est nommé chevalier de l'ordre national de la Légion d'honneur par décret du 12 août 1930.

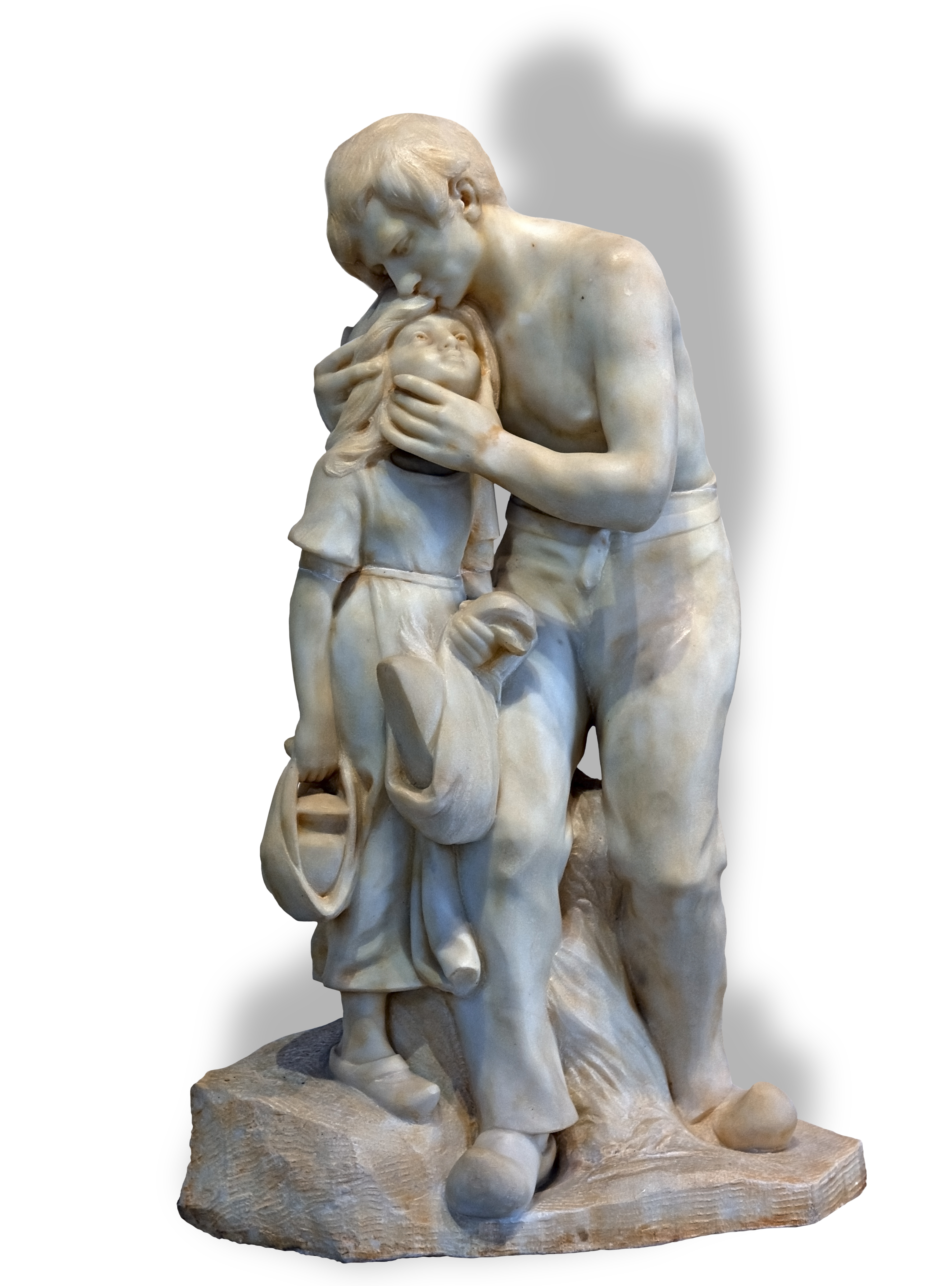
Aux champs (1899), marbre, musée des Beaux-Arts de Gaillac.
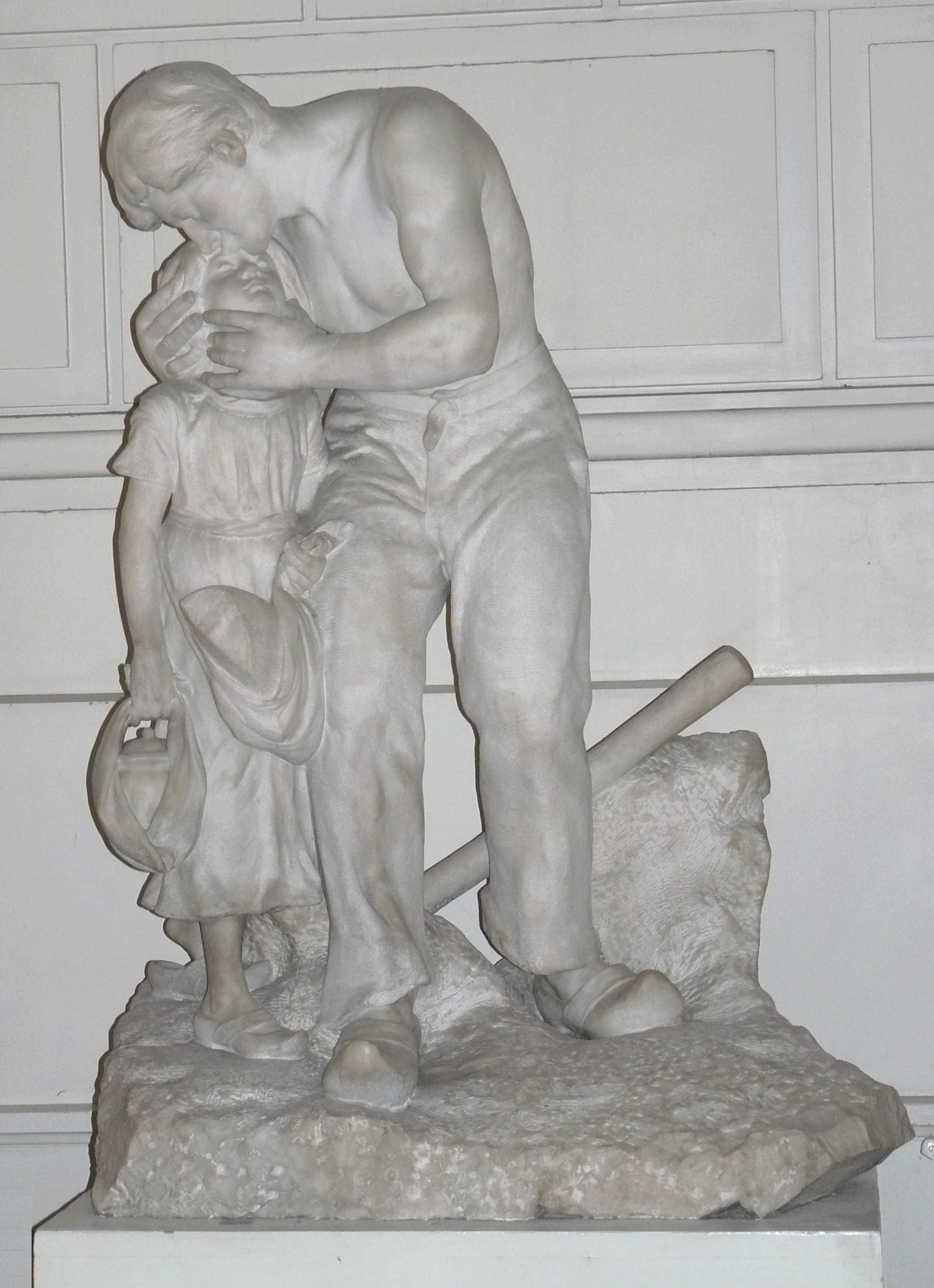
Le Paysan, Paris, mairie du.
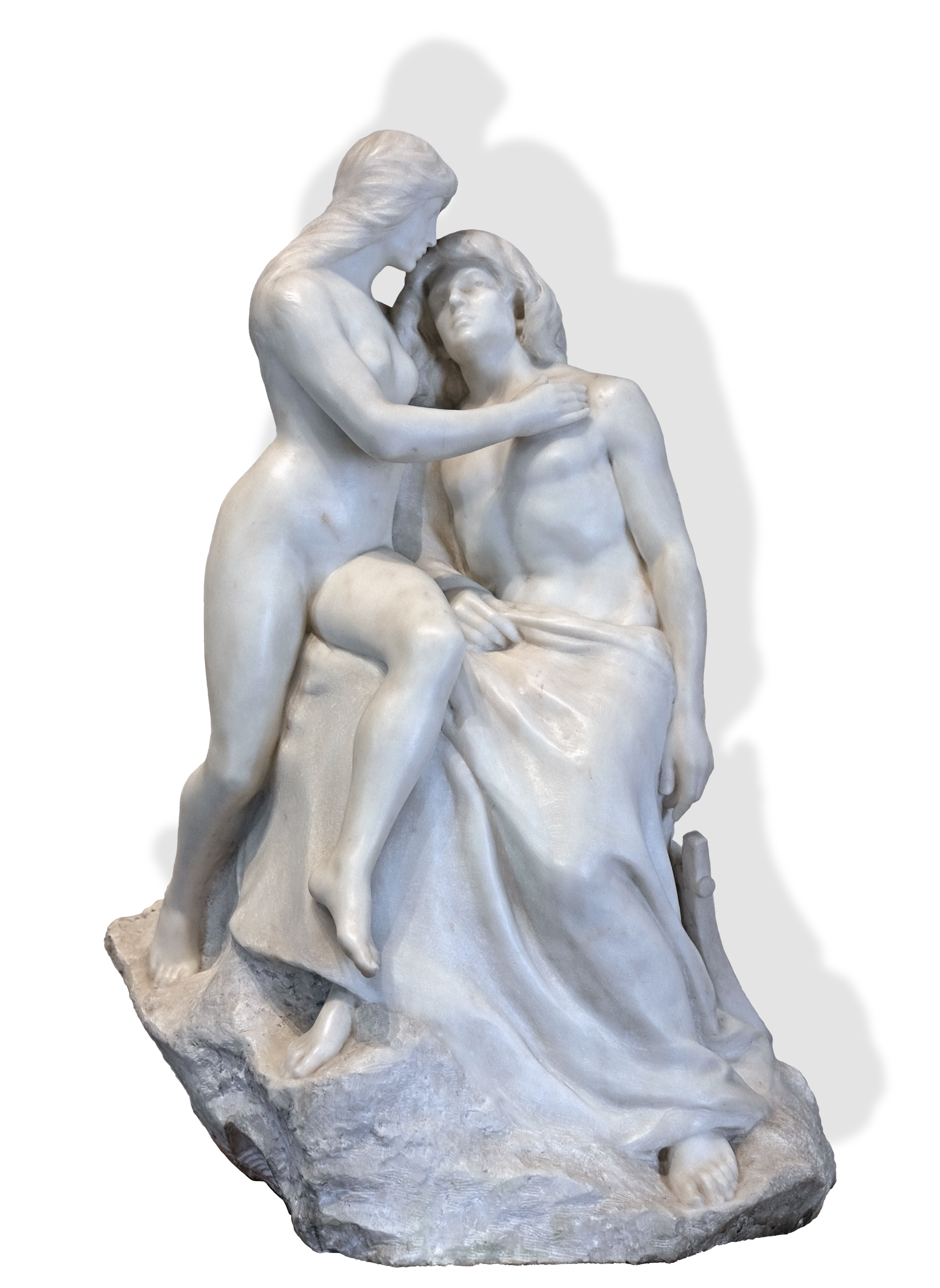
La Muse et le poète (entre 1905 et 1906), marbre, musée des Beaux-Arts de Gaillac.
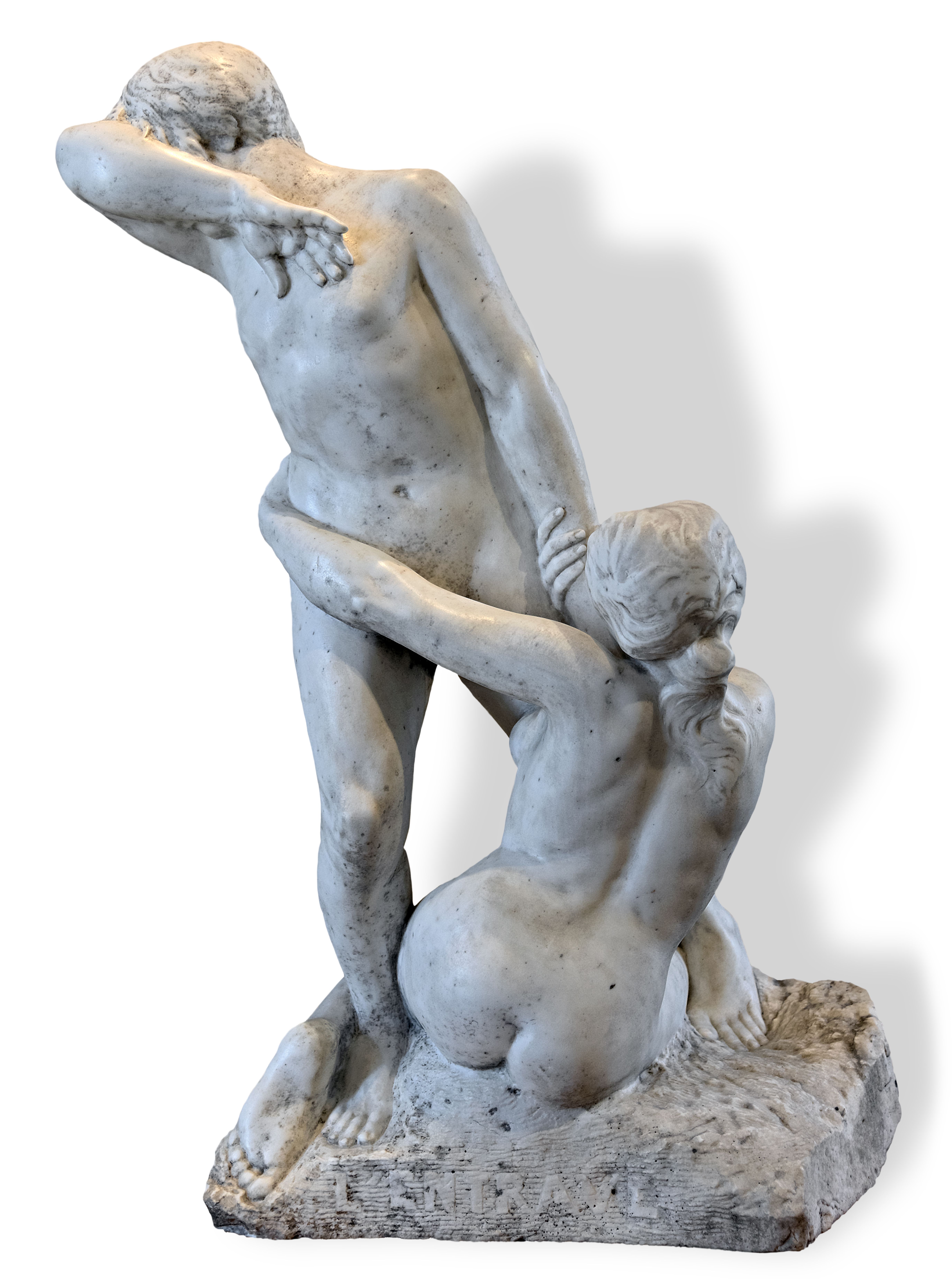
L'Entrave (entre 1909 et 1910), marbre, musée des Beaux-Arts de Gaillac.
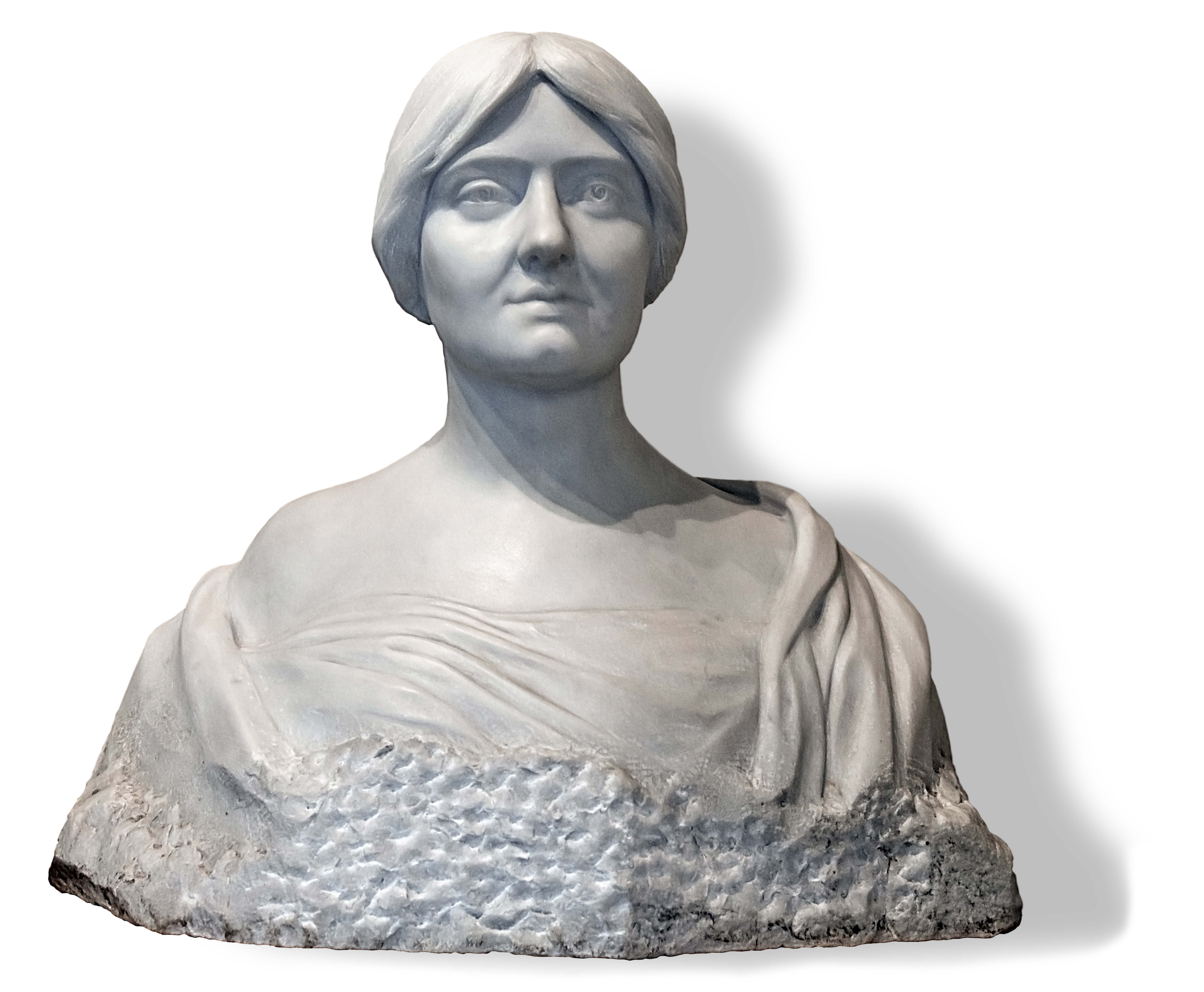
Buste de Florence (entre 1909 et 1910), marbre, musée des Beaux-Arts de Gaillac.
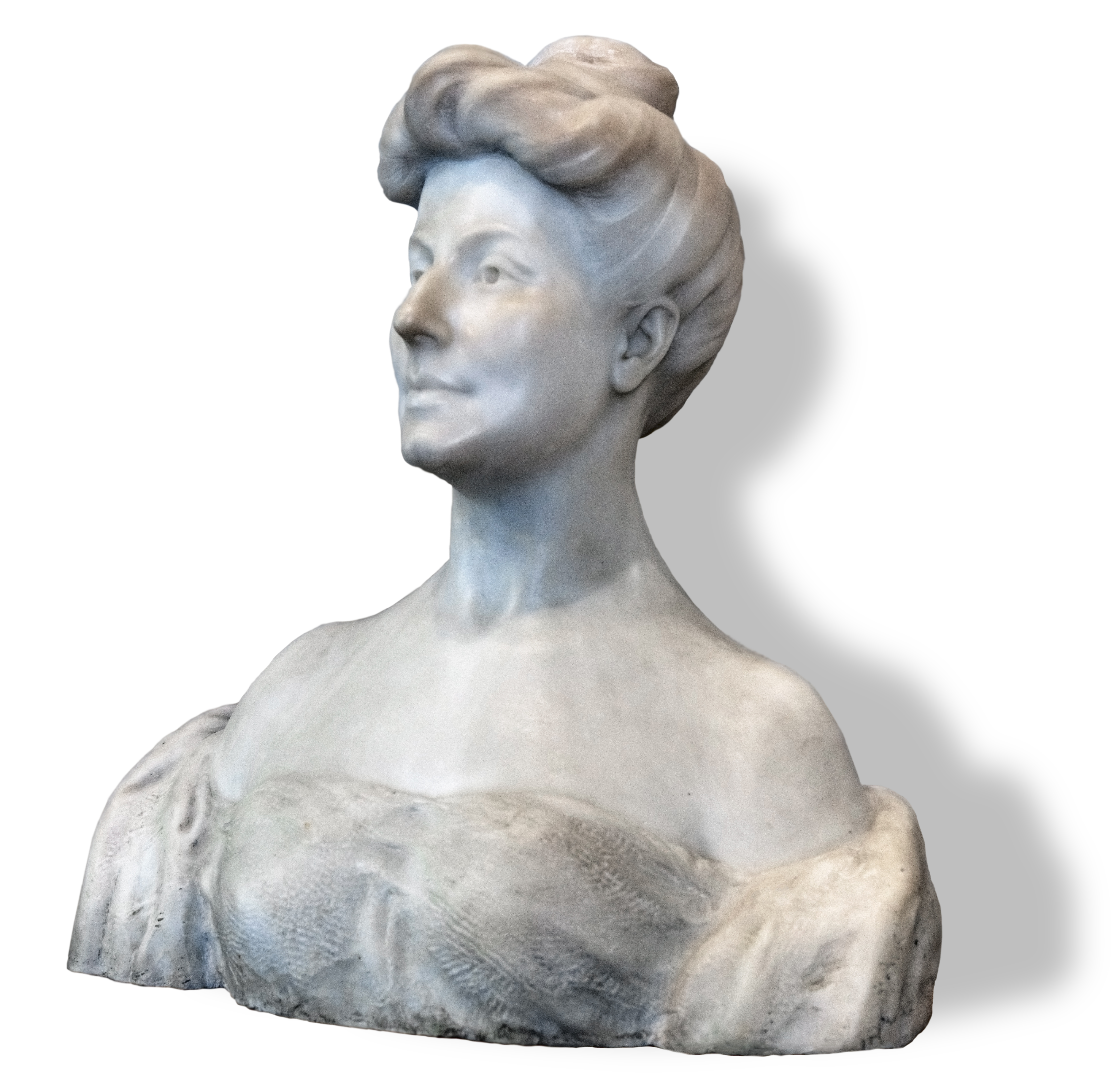
La Dame de Bruxelles (entre 1909 et 1910), marbre, musée des Beaux-Arts de Gaillac.
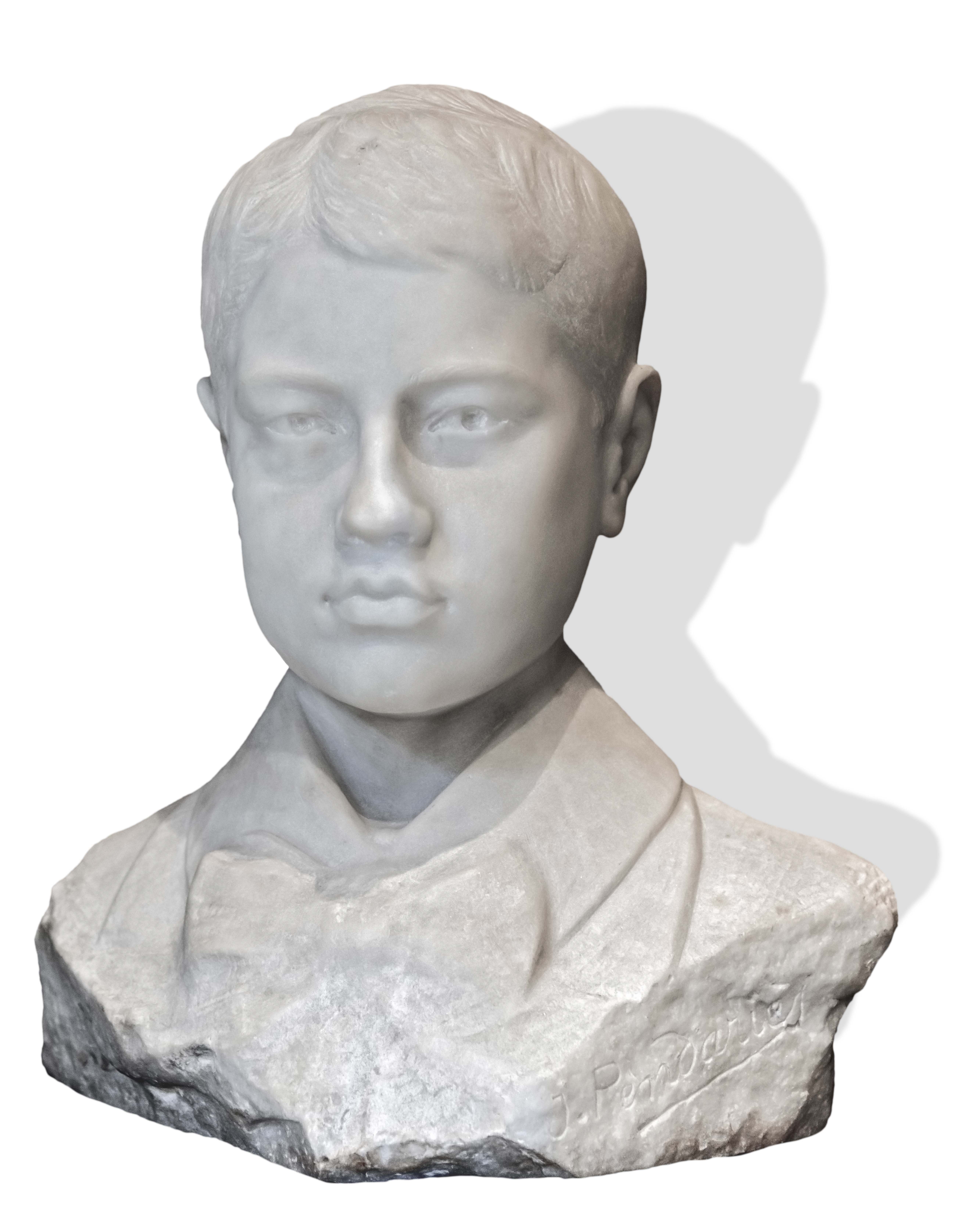
Buste d'enfant, marbre, musée des Beaux-Arts de Gaillac.
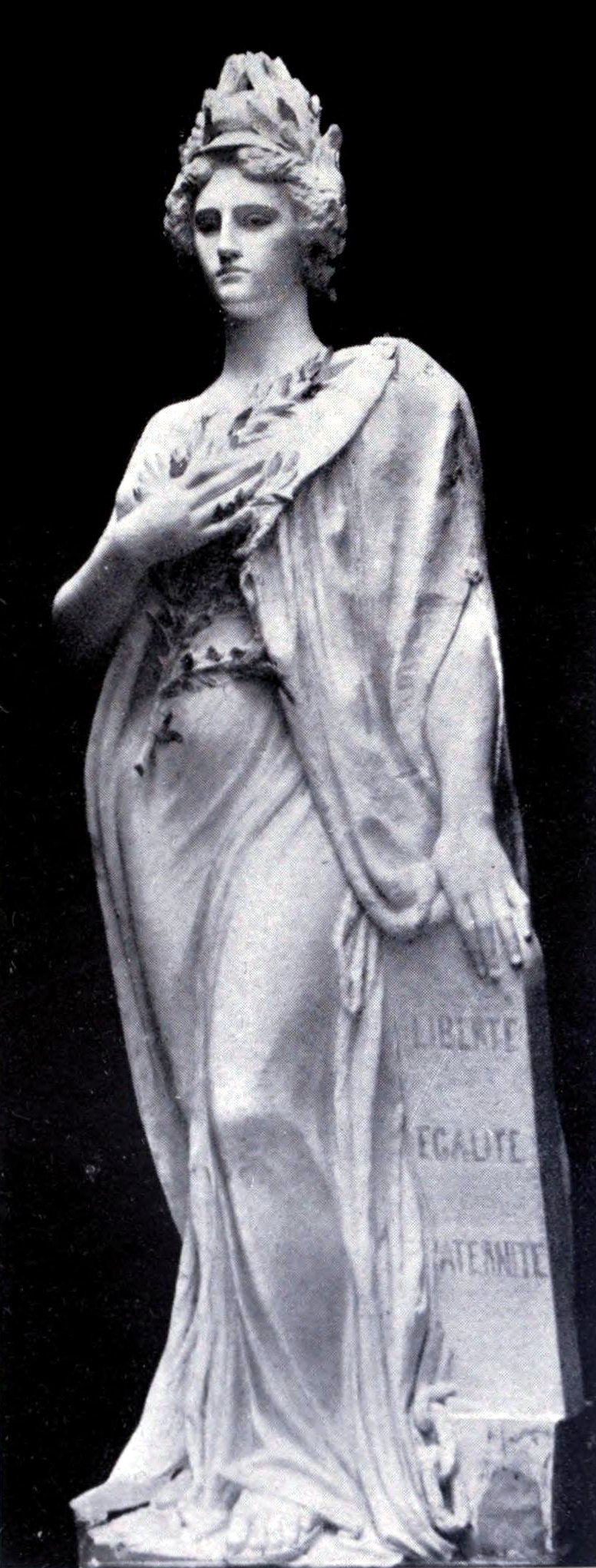
La République (Salon de 1910).
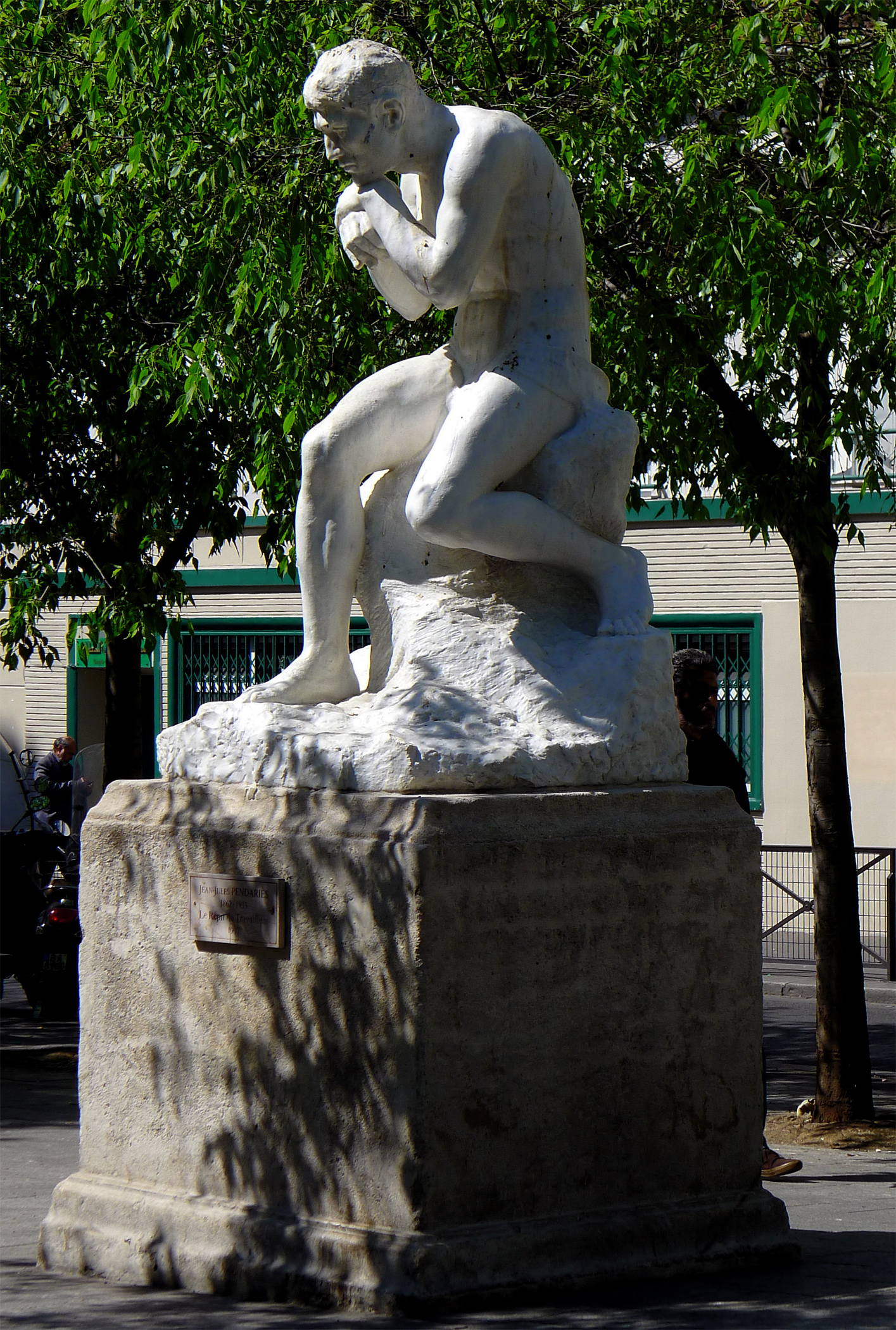
Le Répit du Travailleur (1925), Paris, esplanade Roger-Linet.
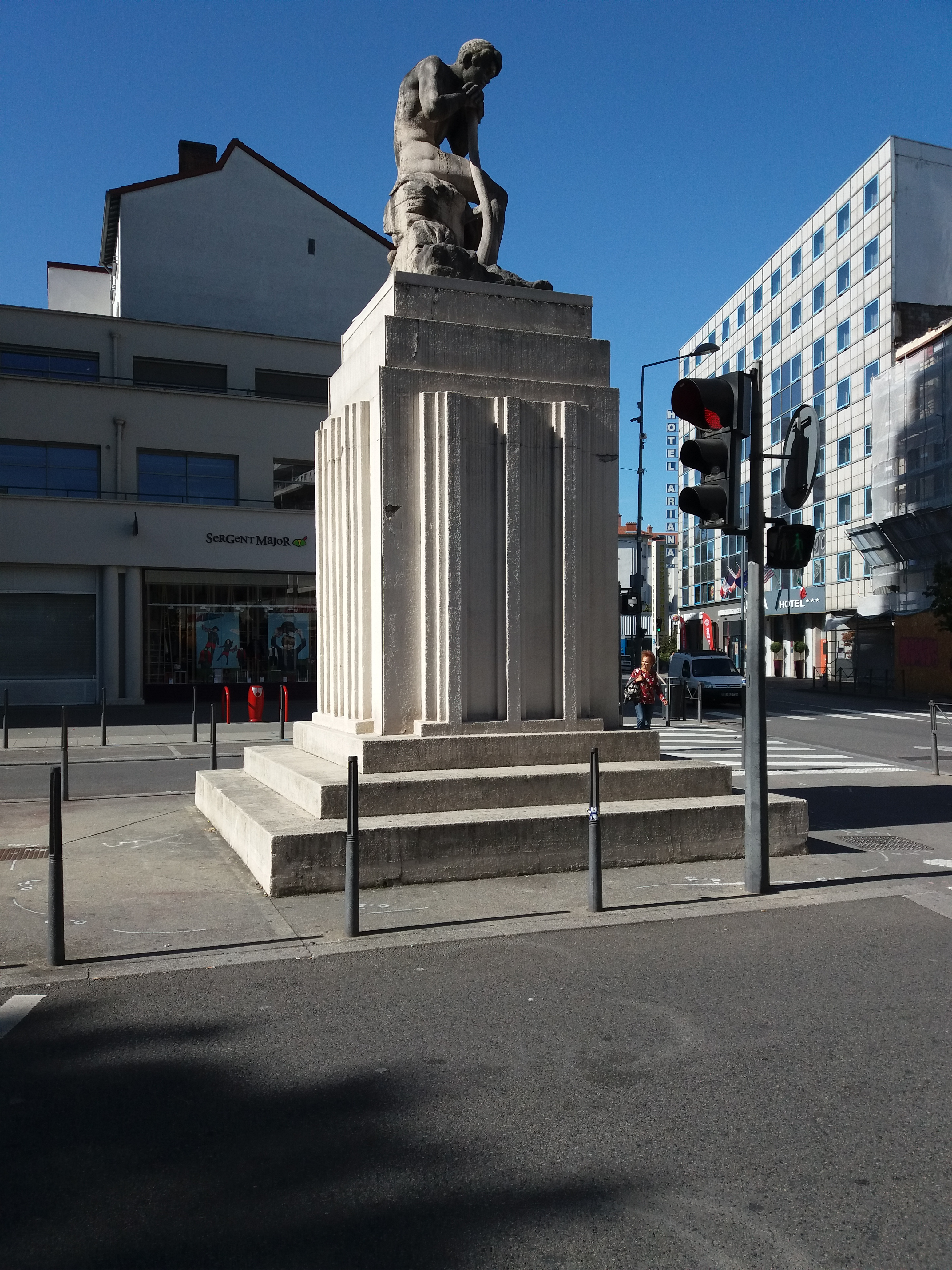
Le Répit de l'Agriculteur (1932), Villeurbanne.

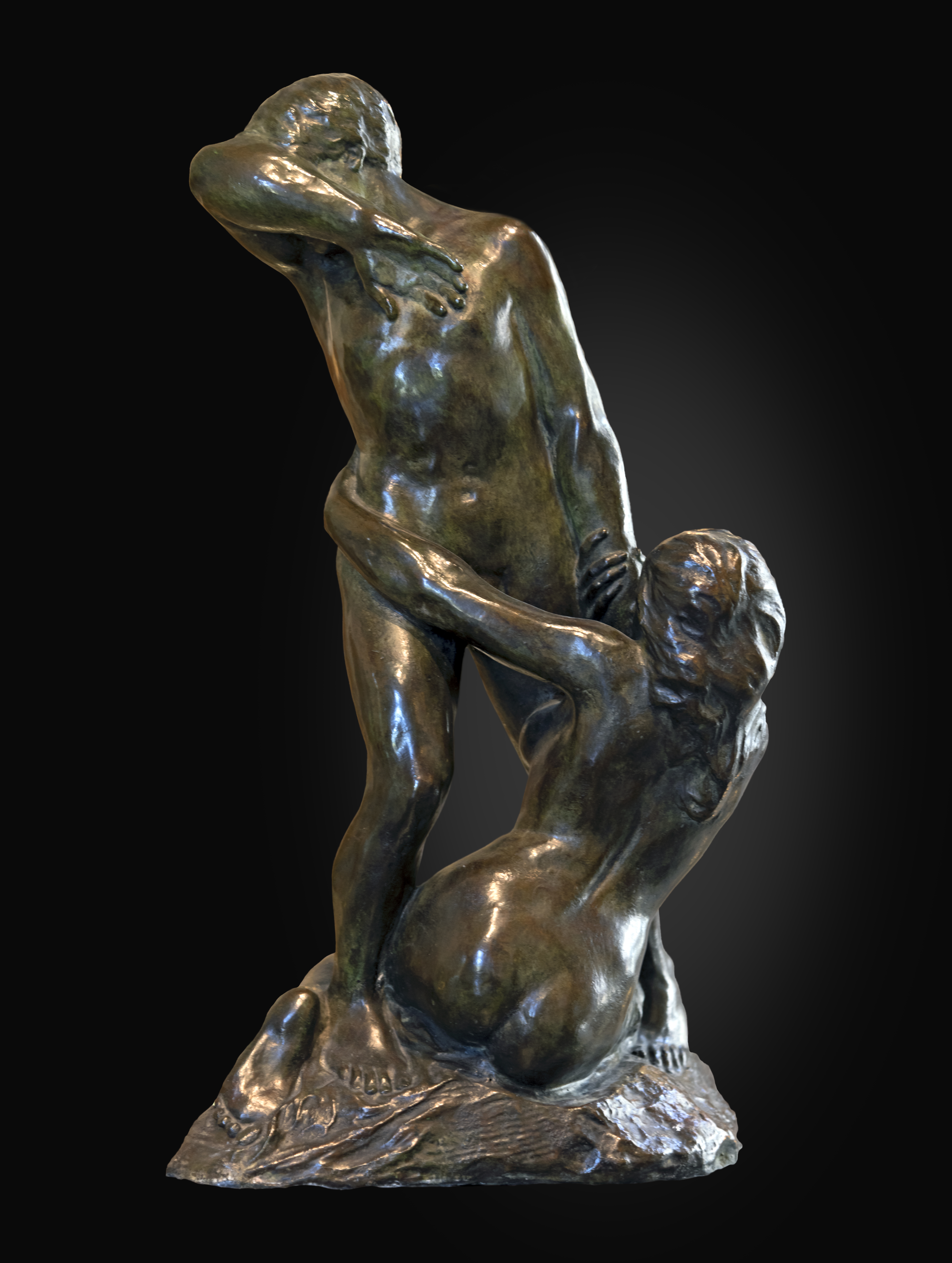
L'Entrave, bronze, musée des Beaux-Arts de Gaillac.
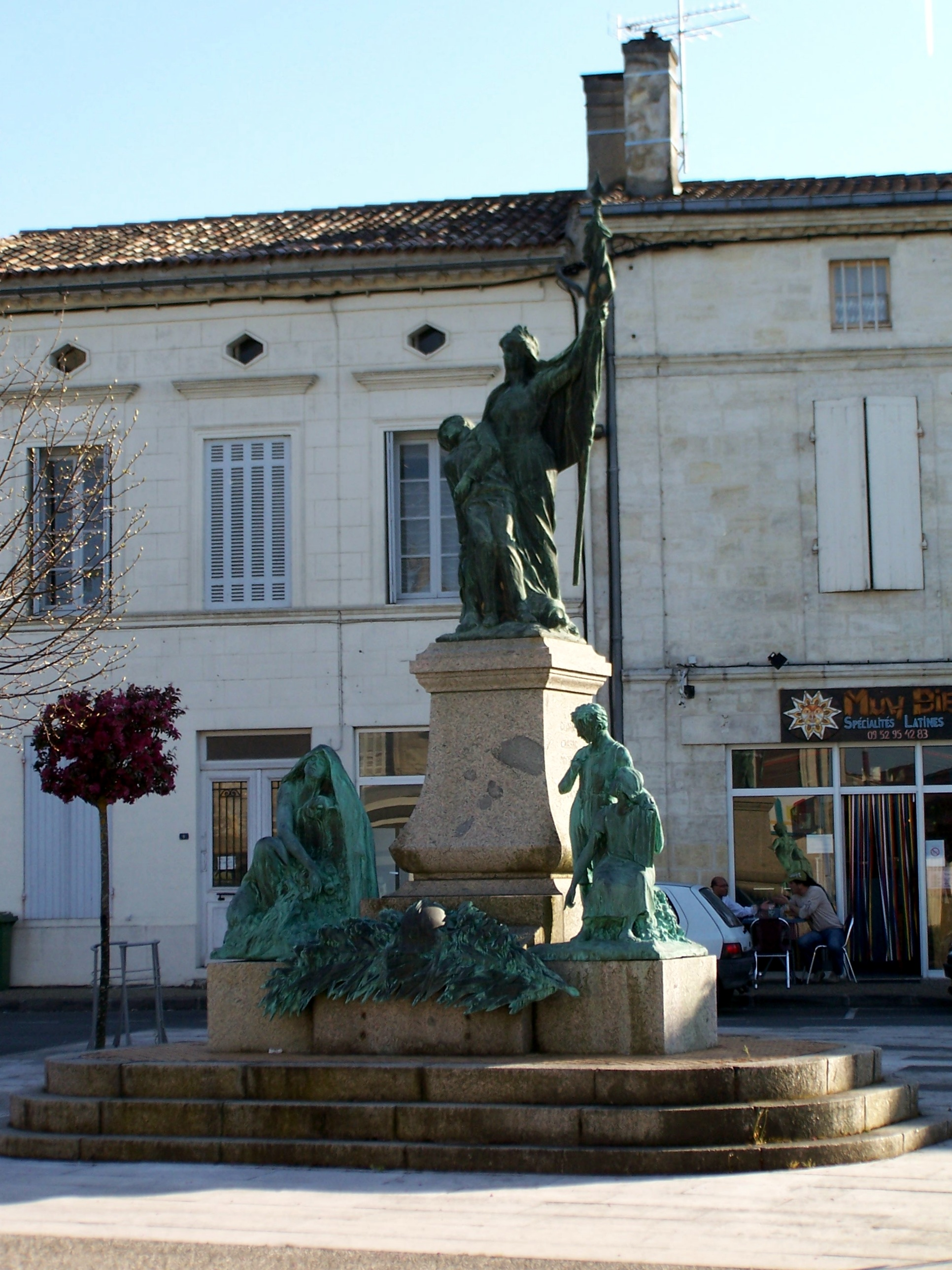
Monument aux morts de 1870 (1909-1918), Podensac.
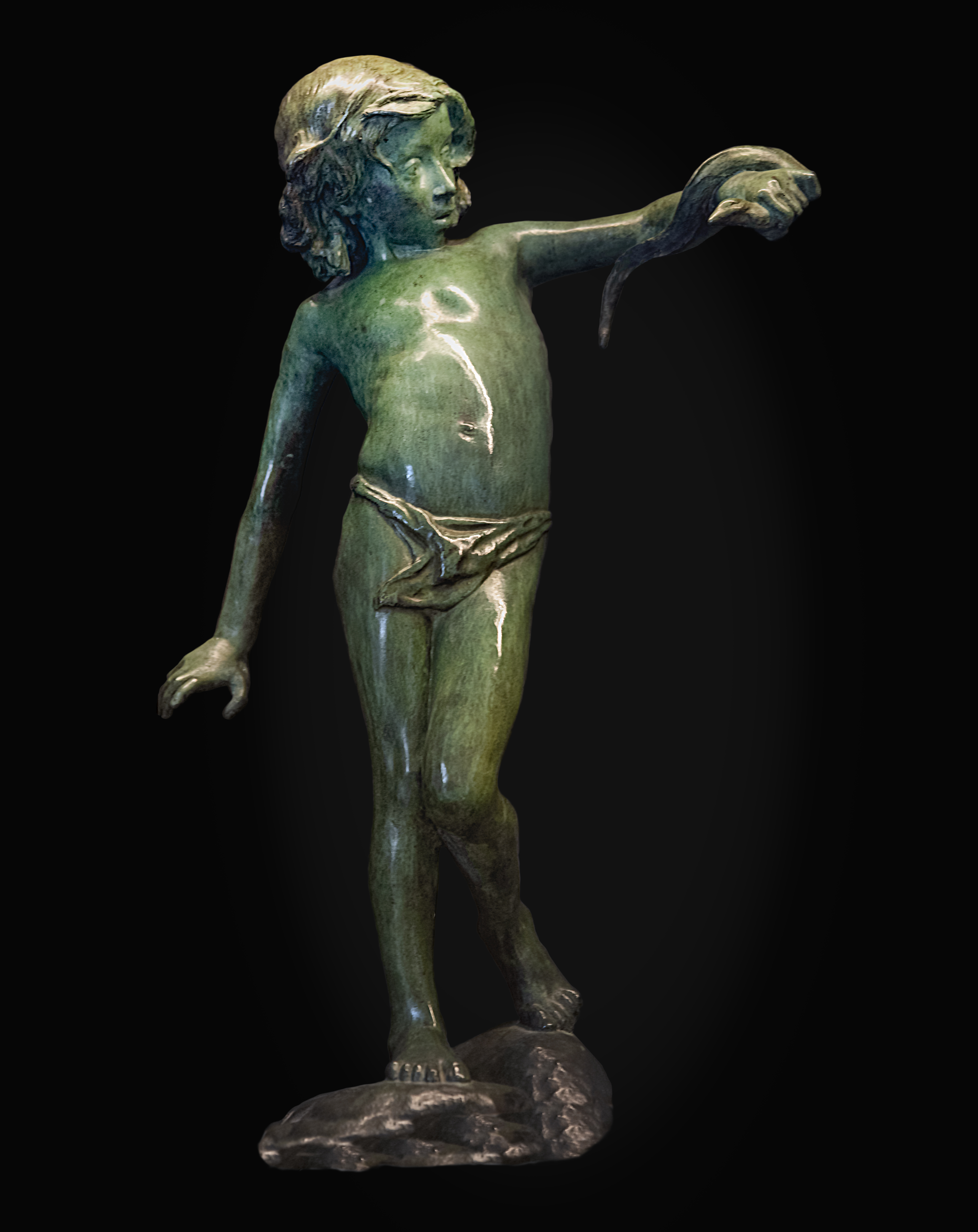
L'Enfant à l'anguille, musée des Beaux-Arts de Gaillac.
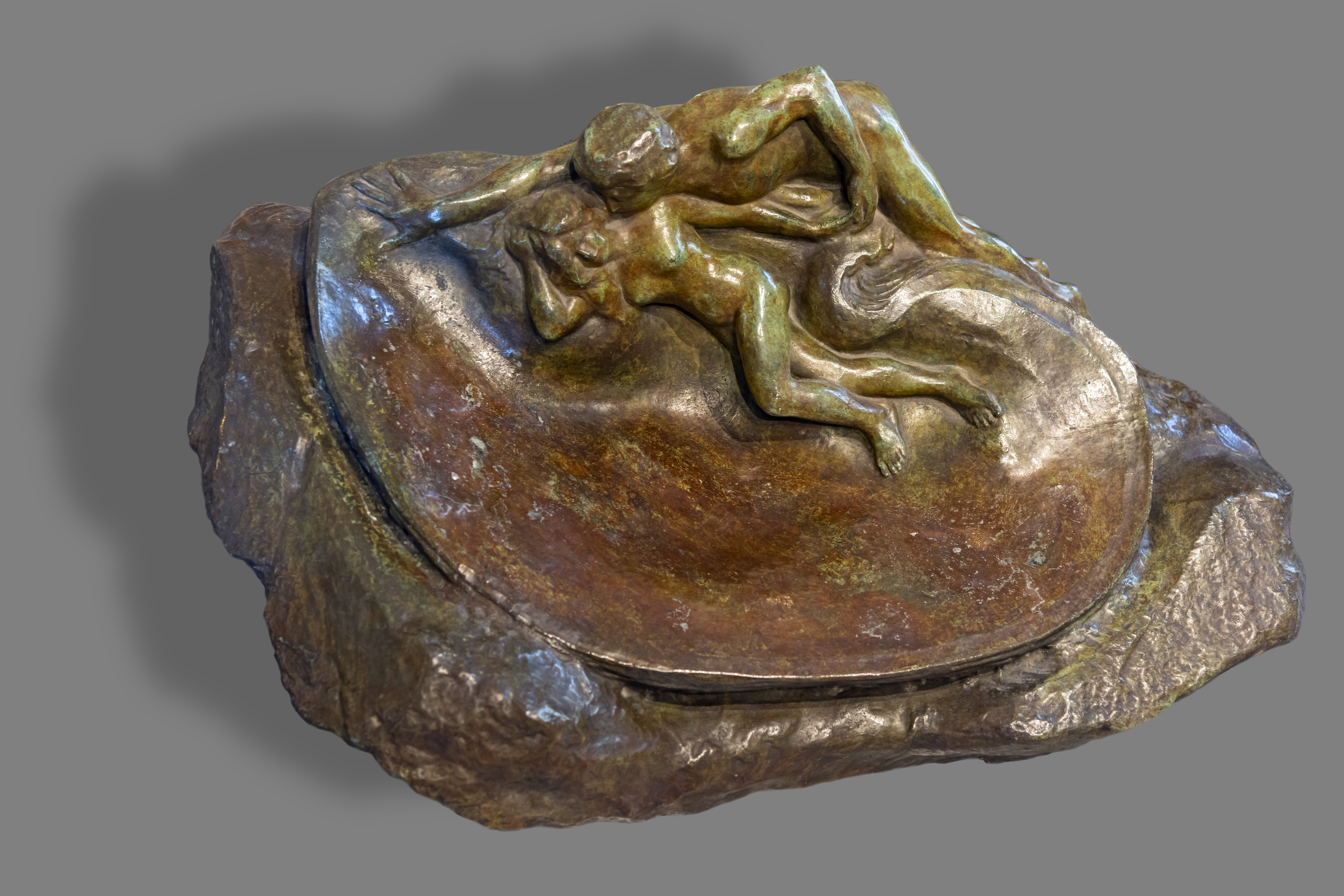
La Perle et le chercheur, bronze, musée des Beaux-Arts de Gaillac.